# Пиннер, Адольф
Адольф Пиннер (нем. Adolf Pinner; 31 августа 1842, Вронке — 21 мая 1909, Берлин) — германский химик, преподаватель, научный писатель. Совместно с Рихардом Вольфенштейном описал структурную формулу никотина; его именем названа открытая им химическая реакция.

## Биография
По национальности был евреем, родился в семье раввина. Образование получил в еврейской богословской семинарии в Бреслау, затем в Берлинском университете, который он окончил в 1867 году и после окончания стал помощником в лаборатории Августа Вильгельма Гофмана. В 1870 году непродолжительное время работал на фабрике по производству химических реагентов в Дьёзе. В 1871 году начал преподавать в Берлинском университете в звании сначала приват-доцента, с 1873 года — ассистента. В 1878 году получил звание экстраординарного профессора химии Берлинского университета, в том же году (по другим данным — ещё в 1874) стал профессором химии в Ветеринарном институте в Берлине. В 1885—1906 годах был членом Патентного общества, затем вошёл в состав Прусской торгово-промышленной палаты. В 1904 и 1905 годах избирался вице-президентом Немецкого химического общества. Имел ранг тайного советника.
Как химик занимался преимущественно органической химией (ей были посвящены практически все его исследования), специализировался на органических соединениях с низким числом углеродных атомов. Работал с имидными эфирами, в последние годы жизни сосредоточился на химии алкалоидов. Разработал синтезы триазина и амидина. Его «Lehrbuch der organischen Chemie» (Берлин, 1872; 11-е издание в 1901 году) и «Lehrbuch der anorganischen Chemie» (там же, 1874; 10-е издание в 1898 году) в XIX веке приобрели всеобщую известность и были переведены на английский, русский и японский языки. Другие известные работы: «Darstellung und Untersuchung des Butylchlorals» («Ann. d. Ch.», 179); «Die Condensation des Acetons» («Ber. d. Deutsch. chem. Ges.», 1881—1883); «Ueber Hydantoine und Urazine» (там же, 1887—1889); «Ueber Nicotin» (там же, 1891—1895); «Ueber Pilocarpin» (там же, 1900—1903), а также отдельные издания: «Gesetze de Naturerscheinungen» (1887) и «Ueber Imidoäther und dessen Derivate» (Берлин, 1892).